# Uranophora chejelia
Uranophora chejelia là một loài bướm đêm thuộc phân họ Arctiinae, họ Erebidae.